# エイワ (医薬品卸)
株式会社エイワは、医薬品・衛生材料・化粧品の卸売を中心とする日本の企業であった。現在はスズケングループの一社「アスティス」である。

## 概要
- 本社は愛媛県新居浜市多喜浜東浜67-173
- 代表取締役社長 藤田皓二
- 資本金37200万円

## 沿革
- 1719年（享保3年） - 鈴江日進堂が板野郡川内町平石にて家伝薬製造開始
- 1890年（明治23年） - 鈴江日進堂が徳島県西新町に移り薬品の卸しをはじめる
- 1948年（昭和23年）4月 - 薬剤師であった藤田二郎が中国の上海から引き揚げ、愛媛県新居浜市に大新薬品株式会社を設立
- 1949年（昭和24年）4月 - 徳島県に鈴江日進堂株式会社を設立
- 1963年（昭和38年） - 鈴江日進堂が徳島県小松島市の冨士谷薬品卸部を合併
- 1968年（昭和43年）6月 - 大新薬品と愛媛県の南予地区を拠点としていた新進薬品株式会社を合併し愛媛県全域を営業圏とする
- 1985年（昭和60年）6月 - 大新薬品と鈴江日進堂と合併し株式会社エイワと商号変更
- 2000年（平成12年）4月 - 神原薬業株式会社および株式会社ヤクオーと合併し、株式会社アスティスに商号を変更[1]。

## 営業所
- 愛媛県:松山市・大洲市・今治市・新居浜市・宇和島市・中村市
- 香川県:善通寺市・高松市・丸亀市・鴨島
- 徳島県:徳島市・池田市・美馬郡つるぎ町

## 主な取引メーカー
- 住友製薬
- 萬有製薬
- 三共
- 中外製薬
- 田辺製薬
- 協和発酵